# Nicolas Bonnet (Radsportler)
Nicolas Bonnet (* 21. März 1988) ist ein ehemaliger französischer Radrennfahrer.
Nicolas Bonnet wurde 2006 bei der französischen Meisterschaft Dritter im Einzelzeitfahren der Juniorenklasse. In der Saison 2009 gewann er eine Etappe bei der Tour du Loiret und er wurde nationaler Vizemeister im U23-Zeitfahren. Im nächsten Jahr konnte er dann den Titel für sich entscheiden. Zuvor belegte er bei der U23-Europameisterschaft den fünften Platz im Einzelzeitfahren. In der Saison 2011 fuhr Bonnet für das französische Continental Team Roubaix Lille Métropole und beendete anschließend seine Radsportlaufbahn.
Nicolas Bonnet ist der Sohn von Patrick Bonnet, der von 1979 bis 1986 auch Radprofi war. Er fuhr dabei unter anderem für das französische Radsportteam Renault. Sein größter Erfolg war der Gesamtsieg bei der Tour de Picardie im Jahr 1980. Dessen Bruder Eric Bonnet war ebenfalls Radprofi von 1982 bis 1984. 1983 fuhren sie zusammen bei Wolber-Spidel.

## Erfolge
2010
- Französischer Meister – Einzelzeitfahren (U23)
- Mannschaftszeitfahren Tour du Gévaudan Languedoc-Roussillon

## Teams
- 2011 Roubaix Lille Métropole